# 高原町立狭野小学校
高原町立狭野小学校（たかはるちょうりつ さのしょうがっこう）は、宮崎県西諸県郡高原町大字蒲牟田（かまむた）にある公立の小学校。

## 概要
歴史
1873年（明治6年）に創立。現校名となったのは1947年（昭和22年）。2023年（令和5年）に創立150周年を迎えた。
校章
1961年（昭和36年）に制定。中央に校名の「狭野」の文字（横書き）を配している。
校歌
1957年（昭和32年）に制定。作詞は黒木清次、作曲は海老原直による。歌詞は3番まであり、各番の歌詞中に校名の「狭野小」が登場する。
通学区域
高原町のうち、「北狭野区・南狭野区・祓川区・湯之元区・中平区・小塚区」。中学校区は高原町立高原中学校。

## 沿革
- 1873年（明治6年）2月 - 大字蒲牟田字前野に「狭野小学校」が創立。
- 1877年（明治10年）- 西南の役のため、一時閉校。
- 1880年（明治13年）8月 - 大字蒲牟田字二ノ谷に開校。
- 1883年（明治16年）5月 - 統合により「高原小学校 蒲牟田分教場」となる。
- 1887年（明治20年）4月 - 小学校令施行により、簡易科（3年制）を設置の上、「簡易蒲牟田小学校」として独立。
- 1899年（明治22年）
  - 4月 - 尋常科（4年制）を設置の上、「尋常蒲牟田小学校」に改称。
  - 5月1日 - 西諸県郡4村（後川内、西麓、蒲牟田、広原）が合併の上、「高原村」が発足。
- 1901年（明治34年）10月 - 高原町大字蒲牟田字前野に移転。
- 1902年（明治35年）2月 - 新校舎が完成し、開校式を挙行。2月22日を開校記念日とする。
- 1908年（明治41年）4月 - 改正小学校令により、尋常科（義務教育年限）が4年制から6年制に改められる。これにより、尋常科5年を新設。
- 1909年（明治42年）4月 - 尋常科6年を新設。
- 1914年（大正3年）3月 - 北棟を増築。
- 1917年（大正6年）
  - 7月 - 農業補習学校を併置。
  - 10月 - 校旗を制定。
- 1919年（大正8年）6月 - 「狭野尋常小学校」と改称。
- 1933年（昭和8年）5月 - 高原町大字蒲牟田字宇津木（現在地）に移転。
- 1934年（昭和9年）10月5日 - 町制施行により、「高原町」が発足。
- 1941年（昭和16年）4月1日 - 国民学校令施行により、「高原町狭野国民学校」に改称。尋常科を初等科に改める。
- 1947年（昭和22年）4月1日 - 学制改革（六・三制の実施）により、新制小学校「高原町立狭野小学校」（現校名）に改組・改称。
- 1948年（昭和23年）から1955年（昭和25年）までの間、6教室を増築。
- 1957年（昭和32年）12月 - 校歌を制定。
- 1961年（昭和36年）2月 - 校旗・校章を制定。
- 1962年（昭和37年）12月 - 完全給食を開始。
- 1963年（昭和38年）8月 - プールを設置。
- 1965年（昭和40年）3月 - 観察地と岩石園が完成。校門を拡張。
- 1961年（昭和41年）3月 - 鉄骨校舎（6教室）が完成。
- 1969年（昭和44年）2月 - 屋内体育館が完成。
- 1973年（昭和48年）
  - 2月 - 鉄骨校舎（管理棟・4教室）が完成。
  - 3月 - 創立100周年記念式典を挙行。
- 1974年（昭和49年）5月 - 特殊学級を設置。
- 1982年（昭和57年）10月 - 家庭科教室が完成。
- 1991年（平成3年）10月 - 新プール完成。
- 1993年（平成5年）
  - 3月 - 新体育館が完成。
  - 11月 - コンピュータ室と図書室が完成。稚魚産卵用池が完成。
- 2000年（平成12年）9月 - ランチルームが完成。
- 2006年（平成18年）2月 - おやじ倶楽部ハウスを設置。
- 2007年（平成19年）5月 - シンガポールジュロン校と交流を行う。
- 2009年（平成21年）7月 - 管理棟・南校舎の耐震補強校時が完了。
- 2011年（平成23年）
  - 1月 - 新燃岳の噴火により学校を閉鎖。高原町立高原小学校で授業を実施。
  - 2月 - 避難解除により、学校を再開。

## 交通
最寄りの鉄道駅
- JR九州 吉都線 「高原駅」

最寄りのバス停留所
- 宮崎交通バス 「前野」停留所

最寄りの幹線道路
- 国道223号
- 宮崎自動車道 「高原IC」

## 周辺
- 高原町立狭野保育所
- 狭野神社
- 猿田彦神社

## 参考資料
- 「高原町史」（1984年（昭和59年）10月5日, 宮崎県高原町）p.499～p.499